# Tottenham Hotspur Football Club Women
El Tottenham Hotspur Women es un club inglés de fútbol femenino. Es la sección femenina del Tottenham Hotspur y actualmente compite en la Women's Super League, primera división del país. Fue fundado en 1985 con el nombre de Broxbourne Ladies. Juega sus encuentros de local en el Brisbane Road, ubicado en Leyton, Londres.

## Historia
Fue fundado el 1985 por Sue Sharples y Kay Lovelock como Broxbourne Ladies. Fue refundado como Tottenham Hotspur en la temporada 1991-92 y comenzó a jugar en la National Division en la temporada 1996-97. Una de sus mejores campañas fue en la 2015-16, cuando el club obtuvo un doblete al ganar la Ryman's Women's Cup y la FA Women's Premier League Cup. Al siguiente año el club aseguró su ascenso a la segunda división (WSL 2).
Comenzó su primera campaña 2017-18 como profesional fichando a jugadoras como Coral-Jade Haines y Sarah Wilshire, esta última internacional por Gales. Terminó en la séptima posición. Sin embargo al año siguiente, en la nueva FA Women's Championship, el club aseguró el segundo lugar y su estreno en la primera división. El 26 de abril de 2019 el club fue renombrado como Tottenham Hotspur Women.

## Palmarés
| Competición nacional                                                            | Títulos           | Subcampeonatos |
| ------------------------------------------------------------------------------- | ----------------- | -------------- |
| FA Women's National League South (1/0)                                          | 2016-17.          |                |
| South East Combination Women's Football League (1/0)                            | 2010-11           |                |
| London and South-East Regional Women's Football League – Premier Division (1/0) | 2007-08           |                |
| Greater London Regional Women's League – Division 1 (1/0)                       | 1997-98           |                |
| London County Senior Cup (1/0)                                                  | 1995-96.          |                |
| FA Women's Premier League Cup (2/0)                                             | 2015-16, 2016-17. |                |